# Titularbistum Sebarga
Sebarga ist ein Titularbistum der römisch-katholischen Kirche.
Es geht zurück auf einen untergegangenen Bischofssitz in der gleichnamigen antiken Stadt, die in der römischen Provinz Africa proconsularis (heute nördliches Tunesien) lag. Der Bischofssitz war der Kirchenprovinz Karthago zugeordnet.
| Titularbischöfe von Sebarga |                             |                                                    |                   |                 |
| Nr.                         | Name                        | Amt                                                | von               | bis             |
| 1                           | Maurizio Raspini            | emeritierter Bischof in Oppido Mamertina (Italien) | 6. Januar 1965    | 6. April 1972   |
| 2                           | Maurice-Adolphe Gaidon      | Weihbischof in Besançon (Frankreich)               | 13. August 1973   | 20. Januar 1987 |
| 3                           | Roberto Joaquín Ramos Umaña | Militärbischof in El Salvador                      | 7. März 1987      | 23. Juni 1993   |
| 4                           | Gáspár Ladocsi              | Militärbischof in Ungarn                           | 18. April 1994    | 7. März 1998    |
| 5                           | Franz Dietl                 | Weihbischof in München und Freising (Deutschland)  | 22. Dezember 1998 | 22. März 2024   |
| 6                           | Nuno Isidro Nunes Cordeiro  | Weihbischof in Lissabon (Portugal)                 | 14. Juni 2024     |                 |